# Jędrzej Bednarowicz
Jędrzej Bednarowicz (ur. 20 kwietnia 1932 w Warszawie) – polski koszykarz, mistrz i reprezentant Polski.
W latach 1947–1951 był zawodnikiem klubów łódzkich – Zrywu, Związkowca i Ogniwa. W ekstraklasie zadebiutował w barwach Cracovii w sezonie 1951/1952, w latach 1952–1962 reprezentował barwy Legii Warszawa, w sezonie 1962/1963 był graczem II-ligowej Lublinianki, karierę kończył w Legii, w sezonie 1963/1964. Z warszawskim klubem wywalczył cztery tytuły mistrza Polski (1956, 1957, 1960, 1961), trzy tytuły wicemistrza Polski (1953, 1955, 1958) oraz brązowy medal mistrzostw Polski w 1962.
W latach 1953–1956 wystąpił w 30 spotkaniach reprezentacji Polski seniorów, m.in. na mistrzostwach Europy w 1955 (5 miejsce).
Znajdował się w składzie Legii Warszawa, kiedy ta podejmowała gwiazdy NBA – 4 maja 1964. W zespole All-Stars znajdowali się wtedy: Bill Russell, Bob Pettit, Oscar Robertson, Tom Heinsohn, Jerry Lucas, Tom Gola, Bob Cousy, K.C. Jones, czyli dziś sami członkowie Galerii Sław Koszykówki. Na parkiet nie wszedł, ponieważ Legia przez cały mecz grała tylko składem podstawowym (Janusz Wichowski, Jerzy Piskun, Andrzej Pstrokoński, Tadeusz Suski, Stanisław Olejniczak). Drużyna z Warszawy przegrała to spotkanie 76–96. Różnica punktów okazała się najniższą spośród wszystkich pięciu drużyn, które rywalizowały z NBA All-Stars.
Ukończył studia dziennikarskie na Uniwersytecie Warszawskim. Jego braćmi są Maciej i Włodzimierz, również koszykarze.
Był odznaczony Krzyżem Kawalerskim Orderu Odrodzenia Polski.